# Het nachtcafé

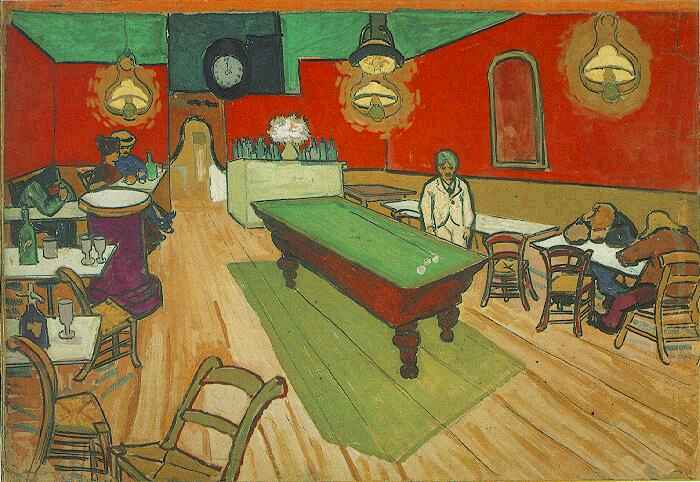
Le Café de nuit, Vincent van Gogh, Waterverfschilderij, september 1888, particuliere collectie.

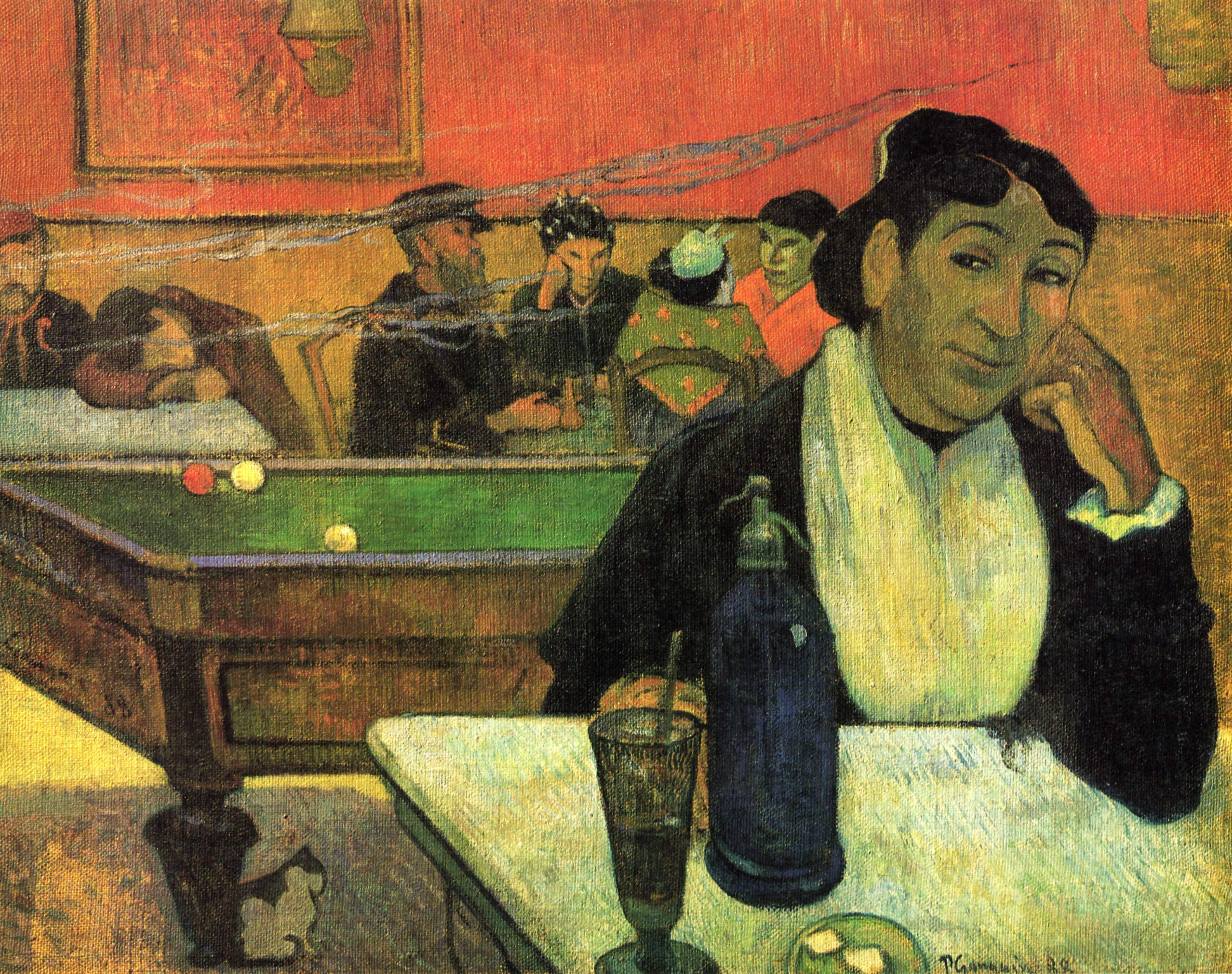
Café de nuit, Paul Gauguin, olieverfschilderij, november 1888.

Het nachtcafé, in de rechteronderhoek getiteld Le Café de nuit, is een olieverfschilderij van Vincent van Gogh, vervaardigd in september 1888.

## Uitdrukking
Het interieur is dat van het Café de la Gare, 30 Place Lamartine in Arles. Van Gogh huurde sinds mei enkele kamers in het bovenhuis van de afgebeelde cafébaas Joseph-Michel Ginoux. Op 6 augustus 1888 schreef hij in een brief aan Theo:
Je vais aujourd'hui probablement commencer l'intérieur du café où je loge, le soir au gaz. C'est ce qu'on appelle ici un "café de nuit" (ils sont assez fréquents ici) qui restent ouverts toute la nuit.– Les "rodeurs de nuit" peuvent y trouver un asile donc, lorsqu'ils n'ont pas de quoi se payer un logement ou qu'ils soient trop souls pour y être admis.
Vandaag ga ik waarschijnlijk beginnen aan het interieur van het café waar ik logeer, 's avonds bij gaslicht. Het is wat men hier een “nachtcafé” noemt (die zijn er genoeg hier) die de hele nacht door open blijven. De nachtbrakers kunnen er een toevlucht vinden, wanneer ze geen logement kunnen betalen of te dronken zijn om naar binnen te mogen.
Het duurde tot begin september, dat hij drie nachten wakker bleef om het schilderij te maken. In een volgende brief later grapt hij dat hij er zijn huisbaas de hoge huur mee betaald zal zetten:
3 nuits durant j'ai veillé à peindre en me couchant pendant la journée. Souvent il me semble que la nuit est bien plus vivante et richement colorée que le jour. Maintenant pour ce qui est de ratrapper l'argent payé au logeur par ma peinture je n'insiste pas car le tableau est un des plus laids que j'aie faits. Il est équivalent quoique différent aux mangeurs de pomme de terre.
Drie nachten aaneen heb ik geschilderd terwijl ik overdag sliep. Vaak lijkt het me alsof de nacht veel levendiger en kleurrijker is dan de dag. Nu, over het verrekenen van mijn huur met mijn schilderwerk, daar maak ik geen punt van, want het schilderij is een van lelijkste die ik gemaakt heb. Het is vergelijkbaar, hoewel anders, met De aardappeleters.
Niettemin is het werk uitgegroeid tot een van de bekendste interieurs van Van Gogh.

## Andere werken
Van Gogh maakte ook een versie in waterverf om aan zijn broer Theo te sturen. Enkele weken later kwam Paul Gauguin naar Arles om samen met Van Gogh het Atelier van het Zuiden op te richten. Gauguin schilderde in november ook een Café de nuit, een portret van Josephs vrouw Marie Ginoux met dezelfde felrode muren.
In dezelfde periode schilderde Van Gogh van een café op het Place du Forum het Caféterras bij nacht.

## Eigendom
Het schilderij was het eigendom van achtereenvolgens de Russische kunstverzamelaar Ivan Morozov, de Russische staat, de Franse Wildenstein Gallery en de Amerikaanse filantroop Stephen Carlton Clark, die het legateerde aan de hoog aangeschreven kunstcollectie van Yale University.